# Campionati europei di nuoto paralimpico 2014
I Campionati europei di nuoto paralimpico 2014 sono stati la terza edizione dei Campionati europei di nuoto paralimpico, una competizione continentale di nuoto per nuotatori con disabilità. Si è svolta a Eindhoven, nei Paesi Bassi, dal 4 al 10 agosto 2014. 
La città olandese torna ad ospitare una competizione paralimpica di nuoto dopo i mondiali del 2010.

## Medagliere
Di seguito le prime 10 posizioni del medagliere.
| Pos. | Paese         | Oro | Argento | Bronzo | Totale |
| ---- | ------------- | --- | ------- | ------ | ------ |
| 1    | Ucraina       | 37  | 29      | 28     | 94     |
| 2    | Russia        | 34  | 32      | 29     | 95     |
| 3    | Gran Bretagna | 30  | 27      | 16     | 73     |
| 4    | Spagna        | 15  | 19      | 14     | 48     |
| 5    | Italia        | 11  | 2       | 6      | 19     |
| 6    | Paesi Bassi   | 9   | 11      | 5      | 25     |
| 7    | Germania      | 6   | 8       | 10     | 24     |
| 8    | Norvegia      | 4   | 5       | 3      | 12     |
| 9    | Svezia        | 3   | 1       | 4      | 8      |
| 10   | Francia       | 3   | 1       | 3      | 7      |